# Endom
Endom est une commune et le troisième arrondissement du département du Nyong-et-Mfoumou de la région du Centre au Cameroun. Endom fut en un district en 1968, puis 1981 la ville est devenue arrondissement.

## Population
Lors du recensement de 2005, la commune comptait 14 789 habitants, dont 1 758 pour Endom proprement dit.

## Organisation
L'arrondissement d'Endom comprend 46 villages, 02 Hameau et 05 Blocs. Ci-dessous le tableau desdites localités:
| N° | Nom                  | Type    | Ethnie     |
| -- | -------------------- | ------- | ---------- |
| 1  | AKOALOUI             | Village | Mbidambani |
| 2  | BETA                 | Village | Mbidambani |
| 3  | BIBA                 | Village | Mbidambani |
| 4  | BIKOMAN              | Village | Mbidambani |
| 5  | BIKOUM               | Village | Mbidambani |
| 6  | BINYENYALI           | Village | Mbidambani |
| 7  | BITSOK ADJAP         | Village | Mbidambani |
| 8  | BIYENG               | Village | Mbidambani |
| 9  | EBOMAN               | Village | Mbidambani |
| 10 | EDJOM                | Village | Mbidambani |
| 11 | EFOULAN              | Village | Mbidambani |
| 12 | EKOUDOU              | Village | Mbidambani |
| 13 | ENONEN               | Village | Mbidambani |
| 14 | MAN                  | Village | Mbidambani |
| 15 | MEBASSA              | Village | Mbidambani |
| 16 | MEBOMO               | Village | Mbidambani |
| 17 | MEDJEM I             | Village | Mbidambani |
| 18 | MEFINDI              | Village | Mbidambani |
| 19 | MEYO                 | Village | Mbidambani |
| 20 | MFOULADJA            | Village | Mbidambani |
| 21 | MONENGOMBO           | Village | Mbidambani |
| 22 | NKOOVENG             | Village | Mbidambani |
| 23 | NKOMENDONG           | Village | Mbidambani |
| 24 | NKOLTOM              | Village | Mbidambani |
| 25 | ZOMO                 | Village | Mbidambani |
| 26 | ZANDA / (MONENGOMBO) | Hameau  | Mbidambani |
| 27 | AKAK                 | Village | Maka       |
| 28 | BITETELE             | Village | Maka       |
| 29 | EKOMBA               | Village | Maka       |
| 30 | ESSENG               | Village | Maka       |
| 31 | EYECK I              | Village | Maka       |
| 32 | EYECK II             | Village | Maka       |
| 33 | MEBEM                | Village | Maka       |
| 34 | MEDJEME II           | Village | Maka       |
| 35 | MEYEMAYA             | Village | Maka       |
| 36 | NGOUI                | Village | Maka       |
| 37 | NKOAMBANG            | Village | Maka       |
| 38 | TAP                  | Village | Maka       |
| 39 | ATONG                | Village | Essankom   |
| 40 | KAM II (NKOMENDONG)  | Hameau  | Essankom   |
| 41 | KPWAMEDING           | Village | Essankom   |
| 42 | KOUTEKOMO            | Village | Essankom   |
| 43 | NYADOGO              | Village | Essankom   |
| 44 | NKOLSE               | Village | Essankom   |
| 45 | NKOLMEWOUT           | Village | Essankom   |
| 46 | TOMBO                | Village | Essankom   |
| 47 | ZOULOU I             | Village | Essankom   |
| 48 | ZOULOU II            | Village | Essankom   |
|    | ENDOM Bloc 1 (Ville) | Bloc    | Autres     |
|    | ENDOM Bloc 2 (Ville) | Bloc    | Autres     |
|    | ENDOM Bloc 3 (Ville) | Bloc    | Autres     |
|    | ENDOM Bloc 4 (Ville) | Bloc    | Autres     |
|    | ENDOM Bloc 5 (Ville) | Bloc    | Autres     |

## Histoire
À l’origine, Endom n’était qu’une concentration de cacaoyères et de cultures vivrières implantées sur le site de l’actuel périmètre urbain. En fait, pour départager les localités d’Edjom et d’Ekoudou (localité d'Akonolinga), qui se battaient avec acharnement pour être le chef-lieu de la nouvelle unité administrative, les pouvoirs publics ont joué de sagesse pour trouver un village neutre, situé à égale distance entre les deux principales rivales. Ainsi le choix s’est porté sur Endom, qui réunissait plus ou moins tous ces critères. En 1965, l’unité administrative, qui voit le jour, sera érigée en arrondissement en 1981.
Ainsi est née, Endom, qui était tout simplement le nom donne aux plantations de cette localite. Du temps où les populations locales disaient « maké Endom », qui se traduit par « je vais au champ ».